# Country Joe and the Fish

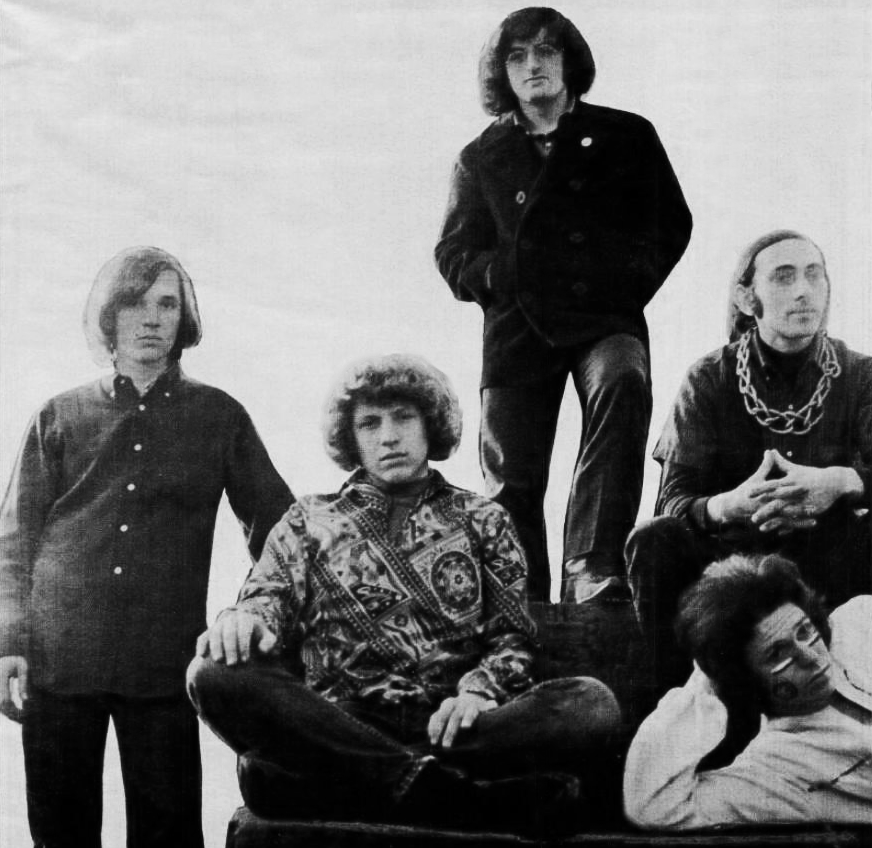
Country Joe and the Fish

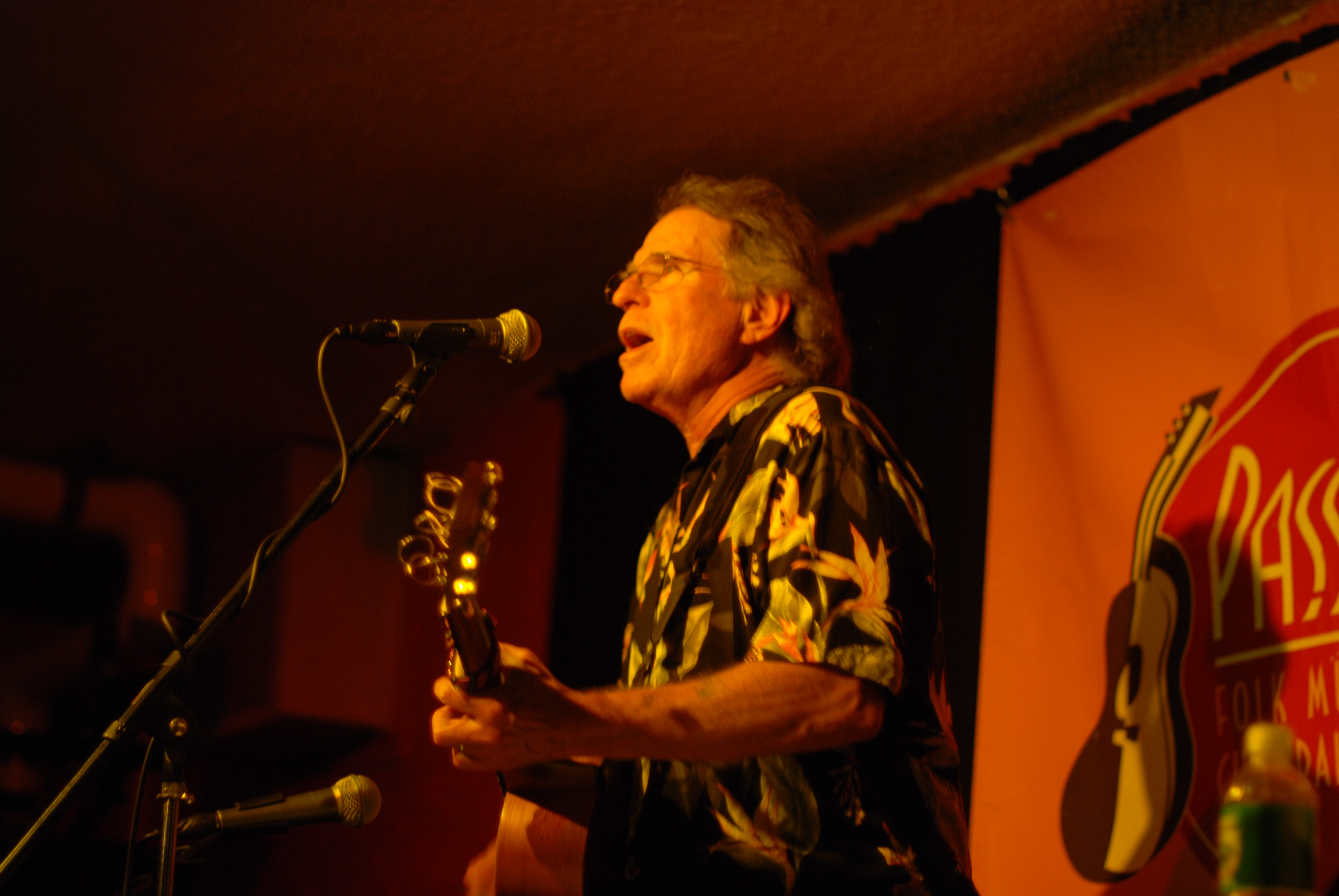
Country Joe McDonald in 2007

Country Joe and the Fish was een Amerikaanse rockgroep, die vooral bekendstond om haar protestliederen tegen de Vietnamoorlog.
Country Joe and the Fish werd in 1965 opgericht door leadzanger "Country" Joe McDonald en gitarist Barry "The Fish" Melton. Zij waren samen de enige vaste bandleden; voor gelegenheden kreeg het duo de hulp van collega-artiesten.
De band van Melton en McDonald is een typisch voorbeeld van psychedelische muziek. Hun album Electric Music for the Mind and Body was een van de eerste psychedelische LP's ooit, en had zeer veel invloed op andere bands.
In 1966 brachten Country Joe and the Fish het nummer I-Feel-Like-I'm-Fixin'-to-Die Rag uit, waarmee zij protesteerden tegen de oorlog in Vietnam. Dit nummer werd wereldwijd een ongekend succes, en werd een lijflied van veel Vietnamsoldaten. Het werd de grootste hit die de band kreeg.
Country Joe and the Fish werden voornamelijk bekend door hun optreden op Woodstock in 1969, waar zij de I-Feel-Like-I'm-Fixin'-to-Die-Rag zeer succesvol uitvoerden. Ook eerder al maakten zij furore, toen ze optraden op het Monterey Pop Festival in 1967. Bovendien speelden de twee mee in de films Zachariah (1971) en More American Graffiti (1979).
In het begin van de jaren '70 werd de band opgeheven. In 1977 kwamen ze nog bij elkaar voor een reünie-album en ook in 2004 werkten ze weer even samen, maar daarmee werd het boek definitief gesloten. Barry Melton werd lid van de band The Dinosaurs en "Country" Joe McDonald ging solo verder.

## Discografie
- Live! Fillmore West 1966 (1966)
- Electric Music for the Mind and Body (1967)
- I Feel Like I'm Fixin' to Die (1967)
- Together (1968)
- Here We Are Again (1969)
- Greatest Hits (1969)
- CJ Fish (1970)
- Life and Times of Country Joe and the Fish (1971)
- Reunion (1977)
- Collector's Items: The First 3 Eps (1980)
- Collected Country Joe and the Fish (1988)

## NPO Radio 2 Top 2000
| Nummer met noteringen in de NPO Radio 2 Top 2000 | '99  | '00  |
| ------------------------------------------------ | ---- | ---- |
| I-Feel-Like-I'm-Fixin'-to-Die Rag                | 1400 | 1670 |

1. ↑  Een vetgedrukt getal geeft de hoogste notering aan.
2. ↑  Deze tabel is bijgewerkt tot en met de laatste editie (2024).